# San Cipriano Po
San Cipriano Po (lombardul: San Sparian) település Olaszországban, Lombardia régióban, Pavia megyében. Lakosainak száma 457 fő (2023. január 1.). San Cipriano Po Albaredo Arnaboldi, Belgioioso, Broni, Stradella és Spessa községekkel határos.

## Népesség
A település lakossága az elmúlt években az alábbi módon változott:
| Lakosok száma | 483  | 488  | 457  |
|               | 2017 | 2018 | 2023 |